# 馬爾地夫教育

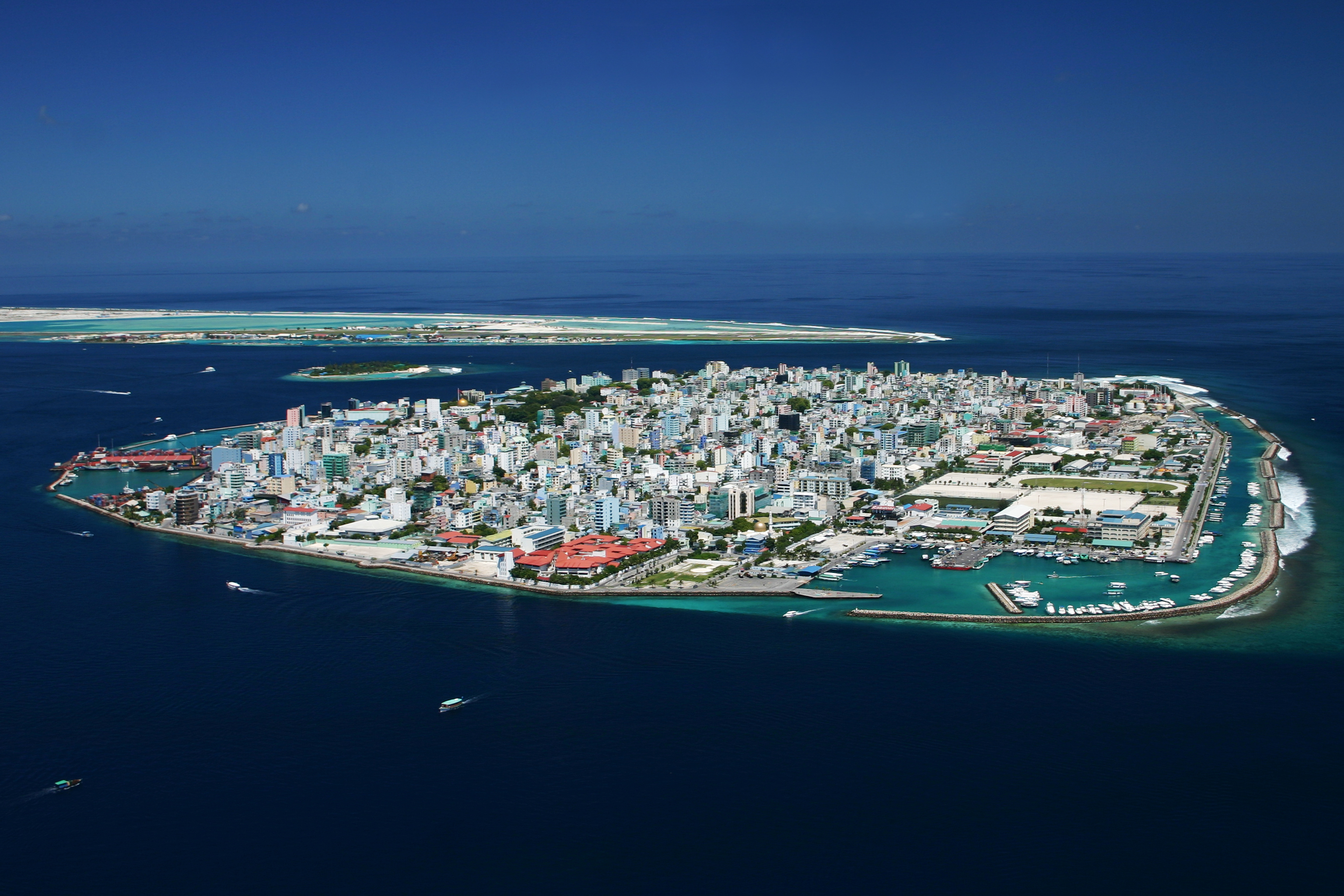
馬爾地夫

依照傳統的馬爾地夫教育，三歲以上的兒童，會在伊斯蘭教的「Makthab」學校接受教育，通常只需要一個大房間、或是樹蔭底下就能上課。課程通常是一些簡單算數、迪維希語(馬爾地夫語言)和阿拉伯文，以及背誦古蘭經。目前這些私人的傳統學校仍然存在，但是西方的現代教育已逐漸在馬爾地夫普及。
馬爾地夫的第一所西式學校，是創立於1927年的中學「瑪吉迪亞學校(Majeediyya School)」。該校原本為男女合校，但在1944年又因需要而創辦了另一所「阿米尼亞學校(Aminiyya School)」作為女子中學。
在1978年之前，正式的教育機構都集中在馬爾地夫的首都瑪律；1978年新總統穆蒙·阿卜杜勒·加堯姆上台後，決定要在馬爾地夫的每一個行政區都設置正式學校。第一個位於瑪律以外的學校，於1978年設置於南米拉杜馬杜盧。
自2002年起，馬爾地夫政府表示大致上已經實現了教育普及，國民識字率由1978年的70%，大幅提升至現今的98.82%。根據2005年的數據，馬爾地夫總計有10萬6220個學生正就讀於學校，約佔總人口數的40%。